# パラグアイにおけるコーヒー生産
パラグアイにおけるコーヒー生産は19世紀後半に始まった。当時造営されたプランテーションとしてはアスンシオンやリンピオ近郊のものが有名である。

## 歴史
1889年時点で、パラグアイには83,966本のコーヒーノキがあった。パラグアイとブラジルは土壌や気候が似ていると考えられていたことから、パラグアイでのコーヒー栽培はブラジルと同じように成功すると推量されていた。当初、コーヒーは土壌と天候がコーヒー栽培に適している地域で小規模栽培されていた。商業的に成功が見込めるプランテーションは、多くの試験的プランテーションが成功を実証した後にようやく開始された。これはパラグアイのアグリコラ銀行が複数の政府機関が大量のプランテーションを農民に払い下げるためのファンドを供給することにより、実現した。アスンシオンから比較的近い距離にあるアルト・パラグアイの山中にあるプランテーションに、数千の樹が植樹された。それぞれのプランテーションには、平均して1,500から2,000、最大で10,000本の樹が1つのプランテーションに植えられた。
パラグアイ北部のプランテーションは1967年に設立された。プランテーションで栽培されたコーヒーは国内消費量を辛うじて賄える程度である。1970年代の主なコーヒー生産地は、アマンバイ県、アルト・パラナ県、カニンデジュ県であったと記録されている。
アラビカ種の生産量は2006年現在で180トン、輸出量は36トンであった。2013年、コーヒー生産量は69ヘクタール (170エーカー) の土地に382トン、ヘクタールあたり12,993ヘクトグラムで、市場シェアは無視できるほど小規模なものにとどまっている。